# Economia dell'Irlanda

## Storia
È stata, per moltissimi decenni, una delle più deboli fra le nazioni europee, ma, a partire dalla fine degli anni ottanta, si è registrato un autentico boom del Prodotto Interno Lordo (PIL), che fece registrare un incremento pari quasi al 7% ogni anno.

## Settore primario
Il settore primario ha raggiunto alti livelli con l'allevamento bovino e ovino. I prodotti più coltivati sono le patate, le barbabietole da zucchero e i cereali (orzo, grano, avena). Molto importante è anche la pesca: l'isola irlandese presenta infatti la scelta di trote, lucci, salmoni e orate.

## Settore secondario
Le industrie principali, sono quelle manifatturiere (che, da sole, rappresentano circa l'80% dell'esportazione totale), quelle alimentari (whisky, birra) e quelle legate all'elettronica (quasi un quarto degli export complessivi). Essa si è sviluppata, in modo particolare, a partire dalla seconda metà del Novecento. Una delle fabbriche più importanti irlandesi è la Guinness, produttrice di birra.

## Settore terziario
Il settore terziario è il settore dell'economia dell'Irlanda più presente. È particolarmente sviluppato sul turismo tramite le festività che portano milioni di turisti da tutto il mondo.